# الفرقة الخامسة الاستكشافية (الإمبراطورية العثمانية)
قوة التجريدة الخامسة ( التركية: Beşinci Kuvve-i Seferiye   ) من الإمبراطورية العثمانية كانت إحدى القوات الاستكشافية للجيش العثماني .

## ترتيب المعركة
في ديسمبر 1914 ، تم تشكيل القوة الاستكشافية الخامسة على النحو التالي : 
- مقر قوة الحملة الخامسة ( القائد : قائم مقام خليل بك )
  - الفوج السابع للمشاة ( الفرقة 13 ، أنقرة )
  - الفوج التاسع للمشاة ( الفرقة 14 ، داداي )
  - الفوج 44 للمشاة (الفرقة 15، يوزغات )
  - الكتيبة الثالثة ( مدافع الهاوتزر الجبلية ) ( فوج المدفعية العاشر ، أنقرة )
  - فوج المدفعية العاشر